# Кулка, Томаш
То́маш Ку́лка (чеш. Tomáš Kulka; родился 18 сентября 1948, Новы-Грозенков, Злинский край) — чешский теоретик искусства, философ, исследователь эстетики, переводчик. В своих работах основное внимание уделяет вопросам современной эстетики (проблемы китча, оценки произведений искусства, семиотика искусства). Научные работы пишет на чешском и английском языках. Преподаватель в Карловом университете и член экспертного совета журнала Estetika: The Central European Journal of Aesthetics.

## Биография
Родился в 1948 году, в городке Новы-Грозенков (чеш. Nový Hrozenkov) недалеко от города Злин, Чехословакия.
В 1967 году начал изучение философии и политической экономики на философском факультете Карлова университета. После подавления Пражской весны в 1968 году эмигрировал в Великобританию, где продолжил изучение философии у сэра Карла Поппера и экономики — в Лондонской школе экономики и политических наук. В 1972 году переехал в Израиль, где при Еврейском университете в Иерусалиме получил звание магистра философии (1976), а затем звание доктора философии (1986). Помимо этого, с 1972 по 1991 год Томаш Кулка работал в качестве корреспондента «Свободной Европы» по Ближнему Востоку.
В Еврейском университете Кулка читал лекции по формальной логике, истории современной философии, философии науки и эстетике. Также он читал лекции по философии искусства в Академии искусств «Бецалель».
В 1986 году Томаш Кулка перевелся в университет в Тель-Авиве, где на кафедре философии основал отделение философии искусства. В качестве приглашенного профессора (в период с 1992 года по 1996), Кулка читал лекции по философии и эстетике в Центрально-Европейском университете в Праге. С 1996 года он преподает на кафедре эстетики философского факультета Карлова университета.
Израильский историк Отто Дов Кулка — старший брат Томаша Кулки.

## Область научного интереса
Научные интересы Томаша Кулки сосредоточены в основном на вопросах современной эстетики, таких как семиотика искусства, оценка произведений искусства, теория метафоры, определение понятия искусства, проблемы китча и фальсификации. Исследования Кулки проводятся в границах, сформулированных англо-американской научной традицией (Карл Поппер, Нельсон Гудмен, Монро Бердсли, Фрэнк Сибли и др).

### Китч
Китч является одной из центральных тем исследований Томаша Кулки. Под китчем понимается подражание внешней стороне искусства, поддельность, лёгкая воспроизводимость, апелляция к элементарным, утрированным эмоциям зрителя/слушателя. Китч служит исключительно декоративной цели и не имеет истинных художественных достоинств. Китч лишь повторяет то, что зритель уже знает.
Томаш Кулка в своих работах производит подробный анализ понятия «китч» и его обманчивой природы, делает сравнительный анализ китча и искусства, рассматривает явление художественной и эстетической «бесполезности» китча.
По определению Томаша Кулки:
1. Китч обыгрывает красивые или эмоционально сильные темы;
Первое условие может быть проиллюстрировано китчевыми литературными романами. Литературный китч имеет сильный эмоциональный заряд и использует стандартные эмоциональные ситуации, которые вызывают у читателя спонтанный отклик, в котором отсутствует момент рефлексии. Китч подчинен моральным стандартам и социальным идеалам своего времени. И в литературе, и в изобразительном искусстве китч, как правило, показывает то, что повсеместно признается как «красивое», «правильное».
2. Отображаемые китчем темы подлежат мгновенной и легкой идентификации;
Второе условие подразумевает мгновенную понятность, доступность читателю или зрителю. Язык литературного китча должен быть достаточно простым, воображение воспринимающего не задействовано. Китч не нуждается в интерпретации или усилии для восприятия.
3. Китч никак сущностно не обогащает ассоциации, связанные с изображенной темой.
Третье условие гласит, что восприятие и взаимодействие с предметами китча не обогащает наш опыт о новых аспектах реальности и не обостряет само восприятие.

## Публикации
В 1994 году Томаш Кулка издал книгу «Искусство и китч» (Umění a kýč, 1994), которая была издана также на английском языке (Kitsch and Art, 2002). В книге поднимаются две темы: анализируется специфическая сущности такого явления, как китч, а также поднимается общая проблема оценки художественного произведения. В первой части устанавливаются критерии для выделения и определения китча, а также основания для применения концепции китча в целом. Вторая часть посвящена «лживому» характеру китча. Анализ его проявления приведен на примерах живописи (преимущественно), но представлены и другие жанры искусства.
Последняя вышедшая монография носит название «Искусство и фальсификация: монизм и дуализм в эстетике» (Umění a falzum: Monismus a dualismus v estetice, 2004). В ней поднимается проблема оценки искусства и его подлинности, а также вопрос об разграничении оригинала и копии в эстетике. Кулка выдвигает представление, что произведение искусства не может быть полностью истолковано, исходя лишь из его эстетических качеств, необходимо учитывать также и роль, которую произведение сыграло в общем контексте развития искусства (так называемая художественная ценность).
Другие научные работы Кулки по философии языка, философии науки и эстетики опубликованы в журналах British Journal for the Philosophy of Science, Philosophy and Social Sciences, British Journal of Aesthetics, Philosophia, Leonardo, Poetics Today, Iyyun: Jerusalem Philosophical Quarterly, Filosofický časopis a Estetika

### Монографии
- Kitsch and Art. Pennsylvania State University Press, 1996. ISBN 978-0-271-01594-1[11].
- Umění a kýč. Praha: Torst, 2000. ISBN 8072151282.
- Umění a falzum: Monismus a dualismus v estetice. Praha: Academia, 2004. ISBN 802000954X.

### Статьи
- Kitsch. The British Journal of Aesthetics, Volume 28, Issue 1, (1988), pp. 18-27[14].
- False Metaphors and Nonsense: Retort to Nelson Goodman. Poetics Today, Vol. 13, No. 4, (1992), pp. 809–811.[15]
- How Metaphor Makes Its Wonders. Poetics Today, Vol. 13, No. 4, (1992), pp. 795–806.
- Forgeries and Art Evaluation: An Argument for Dualism in Aesthetics. Journal of Aesthetic Education, Vol. 39, No. 3, (2005).
- The incongruity of incongruity theories of humor (англ.) // Organon F.. — 2007. — Vol. 14, no. 3. — P. 320—333.[16]
- On the Asymmetry between Positive and Negative Aesthetic Judgements: A Response to Dadejík and Kubalík. Estetika: The Central European Journal of Aesthetics, (2014), pp. 86 – 94.[17]